# Ronda (Espagne)
Pour les articles homonymes, voir Ronda.
Ronda est une commune espagnole de la province de Malaga, dans la Communauté autonome d'Andalousie.

## Géographie

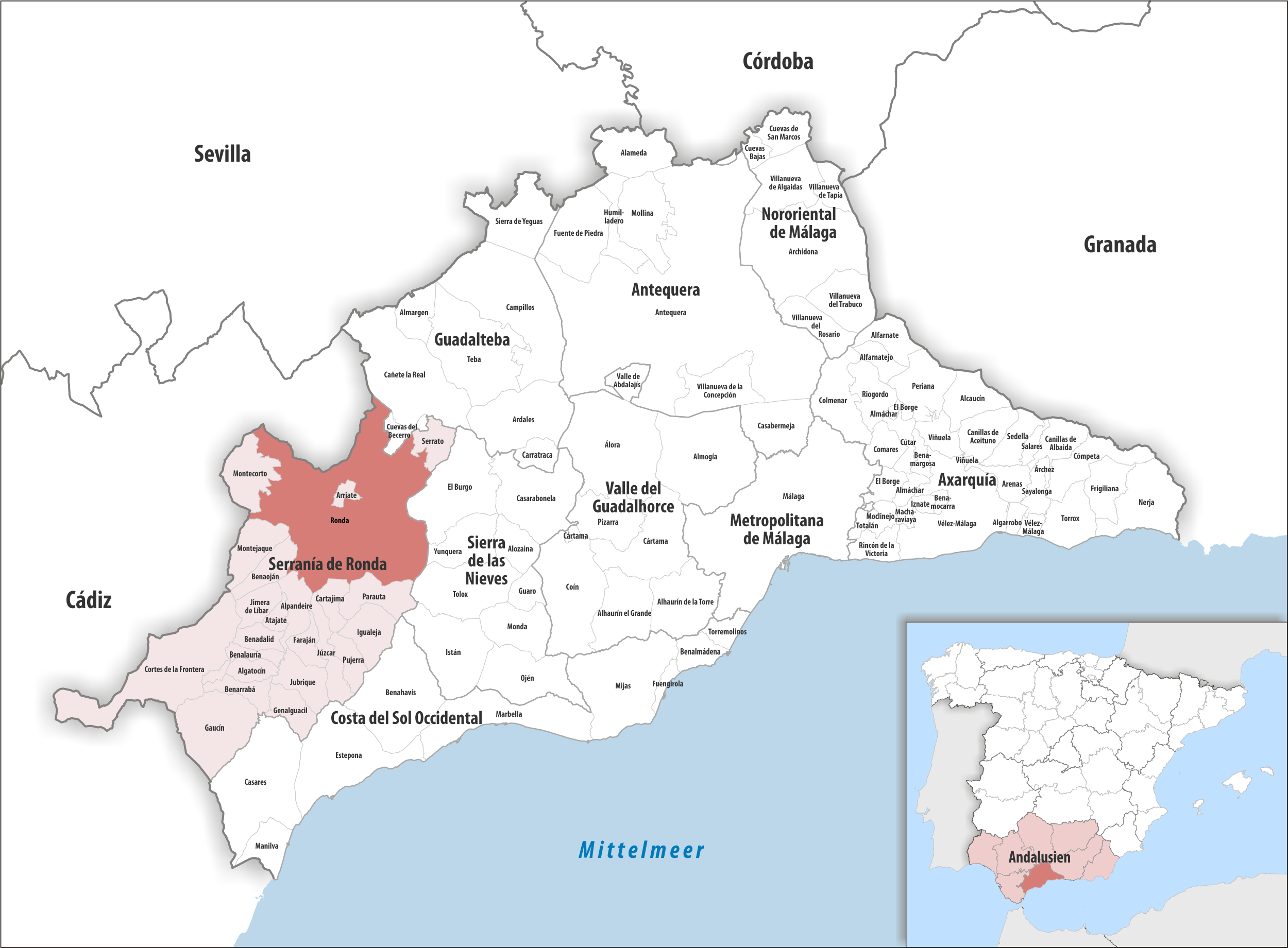
Ronda dans la province de Malaga / en Andalousie

### Localisation
La commune de Ronda fait partie de la comarque de Serranía de Ronda, dans l'ouest de province de Malaga.
Malaga est à 100 km à l'est (avec un assez grand détour par le nord-est qui évite les petites routes de montagne passant entre les sommets du parc national de la Sierra de las Nieves) ; 
Gibraltar à 116 km au sud-est ; 
Jerez de la Frontera à 115 km à l'ouest-sud-ouest ;
Cadix à 144 km au sud-ouest.
Une partie de la commune à l'ouest est incluse dans le parc naturel de la Sierra de Grazalema ; et une partie de la commune au sud-est et à l’est est incluse dans le parc national de la Sierra de las Nieves. Le parc naturel de la Sierra de las Nieves est plus large que son homologue national et s'étend plus avant sur la commune.

### Communes voisines
La petite commune d'Arriate est enclavée au milieu de celle de Ronda.

### Climat
Ronda possède un climat continental de montagnes, avec une pluviosité moyenne de 700 mm. La température moyenne est de 15 °C.

## Histoire

### Antiquité
Au IIe siècle av. J.-C., les Romains envahissent la péninsule Ibérique et en chassent les Carthaginois.
À partir de cette époque[Quand ?], la ville de Ronda fut fortifiée et le château de Laurel construit.

### Moyen Âge: l'époque de la domination musulmane
À partir de 711, date de la victoire de Tariq ibn Ziyad sur les Wisigoths, la ville se trouve sous domination musulmane, d'abord dans l'émirat de Cordoue du califat omeyyade (capitale : Damas), puis dans le califat de Cordoue (923-1031). Après l'effondrement du califat, le territoire d'Al-Andalus se divise en royaumes indépendants, les taïfas.[réf. nécessaire]
Le chef berbère Abou Nour, officier de l'armée califale, crée le royaume de Ronda (taïfa) des Banou Ifren à Ronda[pas clair]. Il construit plusieurs édifices importants[Quoi ?] et renforce les murailles de la ville. C'est à partir de cette date que Ronda commence à prendre le visage que nous lui voyons aujourd'hui[pas clair].[réf. nécessaire]
Au XIIIe siècle, poursuivant la Reconquista commencée au IXe siècle dans les Asturies, les Castillans conquièrent les grandes villes d'Andalousie, notamment Séville et Cordoue, mais laissent subsister au sud du Guadalquivir un dernier État musulman, le royaume de Grenade, sur lequel règnent les Nasrides, dans lequel est inclus Ronda. Cet État dure jusqu'à la fin du XVe siècle.[réf. nécessaire]

### La fin de la Reconquista (1482-1492)
En 1482, les souverains d'Espagne Isabelle de Castille et Ferdinand II d'Aragon s'engagent dans la guerre de Grenade (1482-1491), qui amène la disparition du royaume de Grenade (3 janvier 1492) et l'achèvement de la Reconquista.
Ronda est reprise assez tôt, le 22 mai 1485. Pour récompenser les chevaliers participant à cette victoire, les terres du royaume conquis sont distribuées.[réf. nécessaire]

### XVIIIeetXIXesiècles
À partir du milieu du XVIIIe siècle, de nouveaux quartiers sont construits. Le Pont Neuf et les arènes, emblèmes de la ville, datent de cette époque.
Au XIXe siècle se construit l'image romantique d'une région dominée par les bandits et les toréros, véhiculée entre autres par Alexandre Dumas dans De Paris à Cadix.

## Politique et administration

### Jumelage et partenariats
- Castiglion Fiorentino (Italie)
- Chefchaouen (Maroc)

## Culture et patrimoine

### Lieux et monuments
La ville est coupée en deux par le río Guadalevín, qui coule à travers une gorge profonde appelée El Tajo, longue de quelque 500 m et profonde de 170 m, que l'on franchit en empruntant le Puente Nuevo (Pont-Neuf).

#### Capitale spirituelle de la tauromachie
Après la reconquête, seules les maestranzas de Séville et de Ronda furent autorisées à continuer leur activité par décret royal du 22 septembre 1572.
Ronda est un des plus anciens centres de tauromachie d'Andalousie, dont elle est aujourd'hui encore considérée comme la capitale spirituelle,. C'est dans cette ville qu'est née ce que l'on appelle la corrida moderne. Le 15 août 1752, pour la première fois, le torero Francisco Romero, à la fin d’une course, demande l’autorisation de tuer lui-même le taureau a recibir. Francisco Romero est généralement considéré comme « l’inventeur » de la corrida moderne.
L'arène proprement dite, édifiée en 1784, est restée telle qu'elle était, à l'exception des gradins qui étaient construits en bois et qui ont été reconstruits en dur en 1962. La première corrida issue du style moderne de Francisco Romero y a été donnée le 19 mai 1785 avec Pedro Romero (de Ronda) et Pepe Hillo (de Séville).
De célèbres aficionados y ont laissé leur trace comme Ernest Hemingway, auteur de Mort dans l'après-midi (1933), dont une ruelle qui mène aux arènes porte le nom et l'image. La ville a donné son nom à une manière de toréer : le rodeño.

#### Monuments
- Au nord du Guadalevín :
  - les arènes de Ronda sont les plus anciennes de toute l'Andalousie (1785)[10],
  - l'église Nuestro Padre de Jesus (église du Notre-Père de Jésus),
  - l'Église del Socorro,
  - l'Église de la Merced,
  - la Fuente de los Ochos Caños (Fontaine des Huit-Jets) ;
- les trois ponts qui franchissent le Guadalevín, d'ouest en est :
  - le Pont Neuf (Puente Nuevo) est une des attractions de la ville, avec son précipice impressionnant qui sépare la vieille ville de la partie plus récente. Le pont est une œuvre de 98 mètres de hauteur, construite en pierres et composée de trois arches,
  - le Puente de San Miguel (pont Saint-Michel) est le plus petit des trois ponts. Il n'a qu'une seule arche de 12 m de haut. Il est d'origine musulmane, mais sous sa forme actuelle il date de 1961,
  - le Vieux Pont ou Pont Arabe a également une seule arche, de 31 m de haut et, comme le pont Saint-Michel, il a été détruit plusieurs fois par des crues et date de 1961 dans son état actuel ;
- Au sud du Guadalevín, dans le quartier de la Ciudad :
  - la Plaza de la Duquesa de Parcent (place de la duchesse de Parcent), appelée jadis Place de la vieille ville, était le centre de la ville à l'époque musulmane. Avant la construction des arènes, c'est ici que se déroulaient les courses de taureaux,
  - la Iglesia Santa María la Mayor (église Sainte Marie Majeure), construite à l'emplacement de l'ancienne grande mosquée, dont ne subsiste que le mihrab,
  - la petite maison de la Tour, accolée à la tour de Santa María, est un petit édifice isolé de style mudéjar,
  - le Convento Santa Isabel de los Angeles (Couvent Sainte Isabelle des Anges),
  - l'ayuntamiento (hôtel de ville),
  - le Palacio de Mondragón (palais de Mondragon) abrite le Musée archéologique municipal,
  - la Casa de San Juan Bosco (maison de Saint Jean Bosco), date du début du XXe siècle. Elle fut léguée à la congrégation des Salésiens par une famille locale. Son jardin offre une belle vue sur le Pont Neuf,
  - le Convento Santo Domingo,
  - la Iglesia de San Sebastián, qui date du XIVe siècle, et où se trouve le seul minaret subsistant à Ronda. Il doit son nom à la chapelle dédiée à saint Sébastien qui fut construite à l'emplacement de la mosquée. Il se compose de trois étages : une partie inférieure en pierre de taille dotée d'une porte en fer à cheval, un premier étage en briques et une partie supérieure construite après la conquête chrétienne et servant de clocher,
  - la Plaza Abul Beka (place Abu al-Baqa) place dédiée au poète andalous et originaire de Rondaː Abu al-Baqa al-Rundi,
  - la Casa del Rey Moro (Maison du Roi maure) n'est pas maure malgré son nom : elle date du XVIIIe siècle. Elle doit son nom à un panneau en céramiques sur la façade, représentant un roi musulman. Ses jardins andalous ont été conçus par le célèbre paysagiste français Jean Claude Nicolas Forestier. Aménagés en terrasse, ces jardins qui surplombent le Tajo offrent une belle vue sur les montagnes environnantes. Depuis les jardins on accède à la Mine. Datant du XIVe siècle, cette structure, que la tradition attribue au roi musulman Abomelik, est constituée d'un escalier creusé dans le roc et descendant de quelque 200 marches jusqu'au lit du Guadalevín au milieu de la gorge du Tajo. En descendant l'escalier on accède à différentes salles voûtées. La Mine permettait d'approvisionner la ville en eau,
  - les murailles de la Xijara, à l'est de la vieille ville, ont été construites au XIe siècle, à l'époque de la taifa de Ronda. Elles ont fait l'objet d'importantes restaurations. La porte de la Xijara est composée de trois arcs, deux en plein cintre et un en fer à cheval,
  - la porte de Philippe V est une des principales portes de la vieille ville. Après l'écroulement d'un premier «pont neuf»,en 1741, cet accès à la vieille ville redevint fort fréquenté jusqu'à l'achèvement du Pont Neuf actuel en 1793. À l'emplacement d'une vieille porte musulmane, on construisit la porte de Philippe V, du nom du premier souverain Bourbon d'Espagne,
  - les Baños Árabes (bains arabes) (fin du XIIIe siècle ou début du XIVe siècle) comptent parmi les mieux conservés d'Espagne. Ils comportent trois salles voûtées percées d'ouvertures en forme d'étoile,
  - le Palacio del Marqués de Salvatierra (palais du Marquis de Salvatierra) possède une intéressante façade Renaissance. Le portail, surmonté d'un balcon, est encadré par deux paires de colonnes corinthiennes. Au-dessus de ce balcon, un fronton orné des armoiries des Salvatierra est soutenu de chaque côté par une paire d'atlantes d'inspiration coloniale, représentant des couples d'indiens nus,
  - la Casa del Gigante (Maison du géant) est un ancien palais musulman qui possède un beau patio décoré d'arabesques du XIVe siècle,
  - la chapelle de la Virgen de la Cabeza taillée dans la roche au tournant du Xe siècle et offrant une vue imprenable sur toute la région,
  - la puerta del Almocábar, ancienne porte fortifiée des remparts arabes, remaniée après la conquête par les chrétiens de la ville au XVIe siècle.

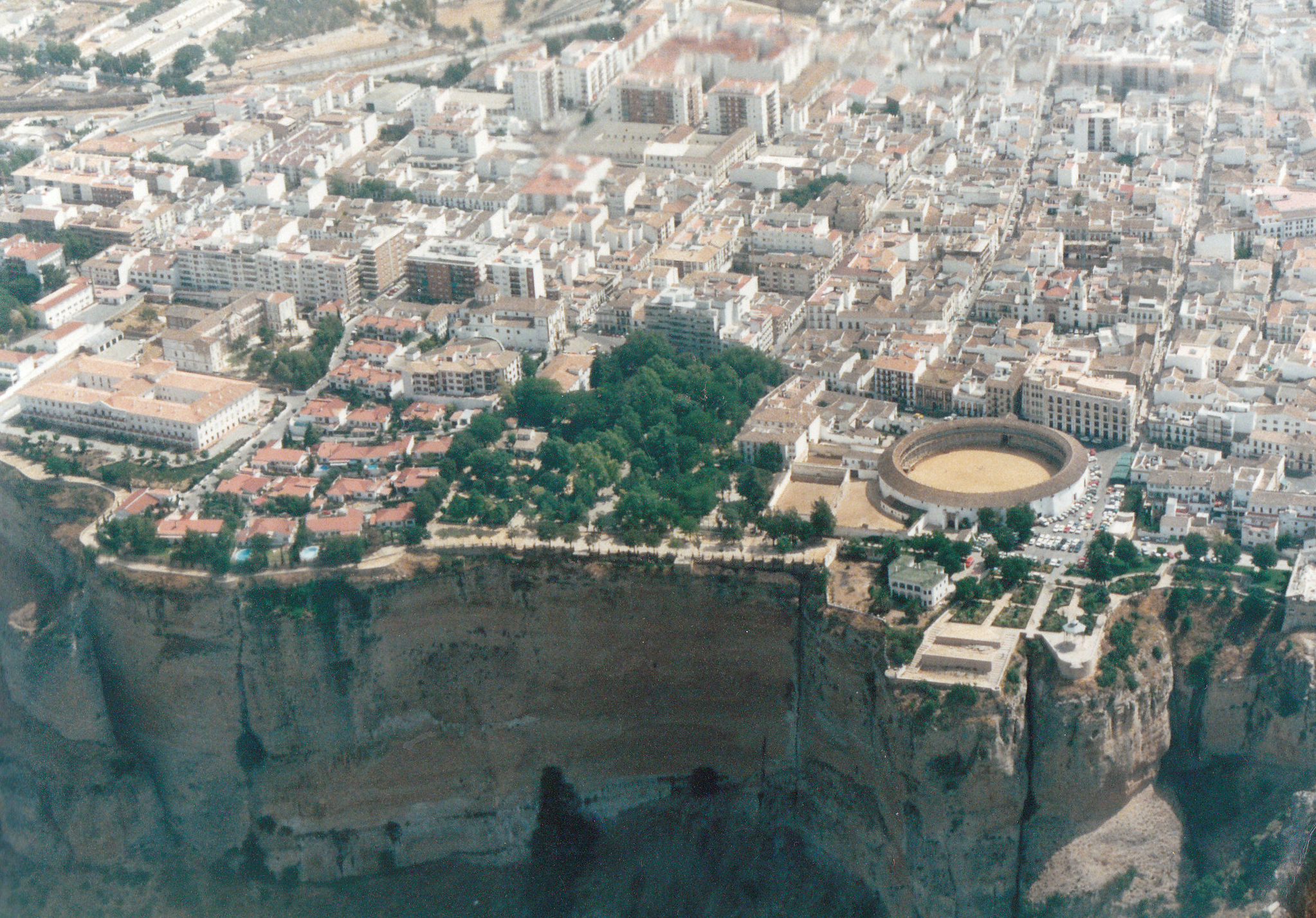
Les arènes et la ville vues du ciel.
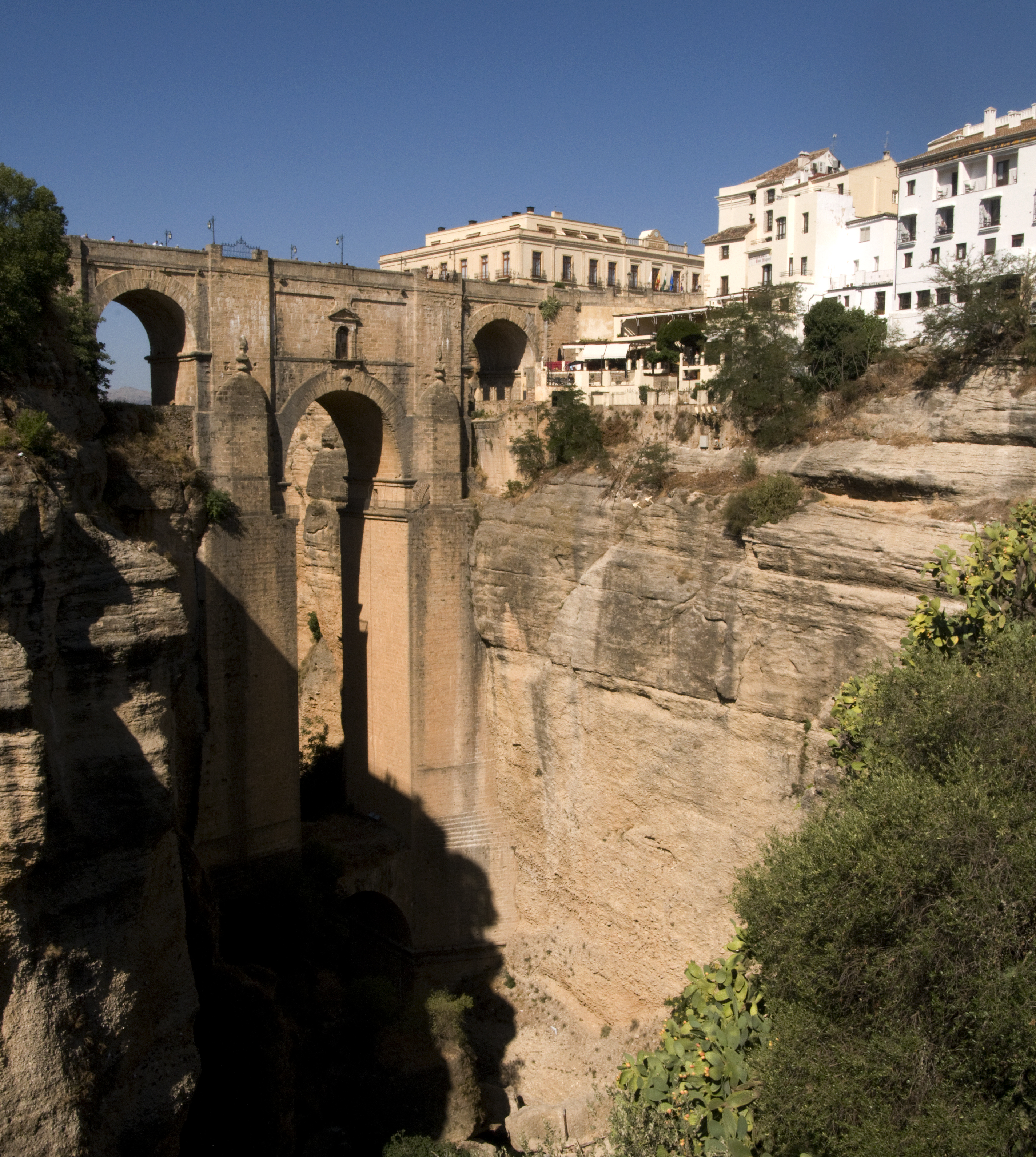
Puente Nuevo (Pont Neuf) de Ronda.
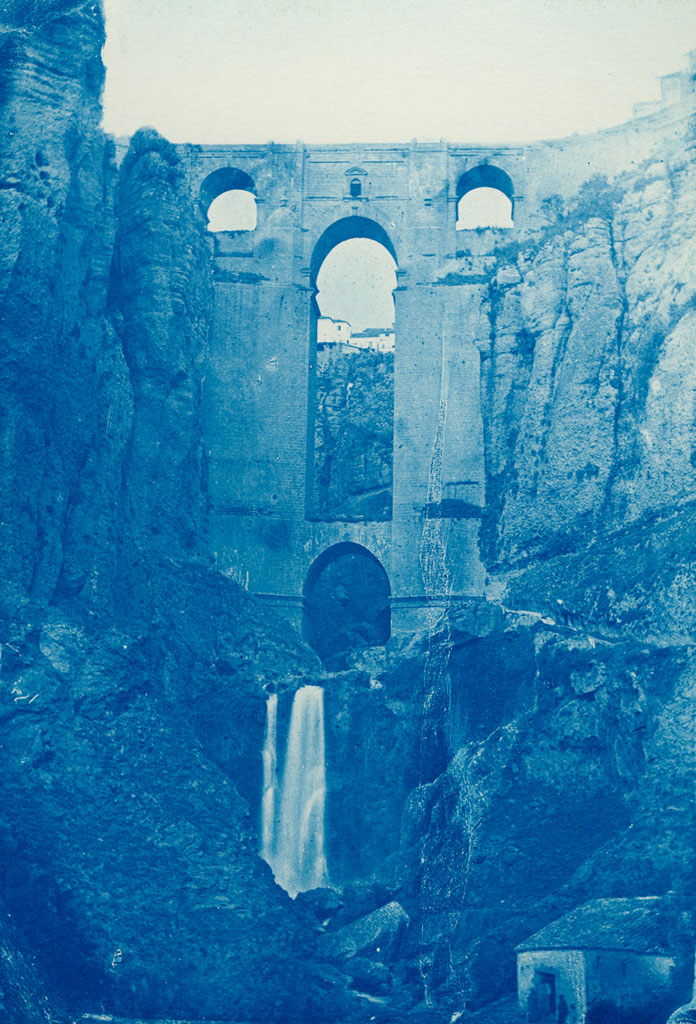
Le Pont Neuf, cyanotype de 1878.
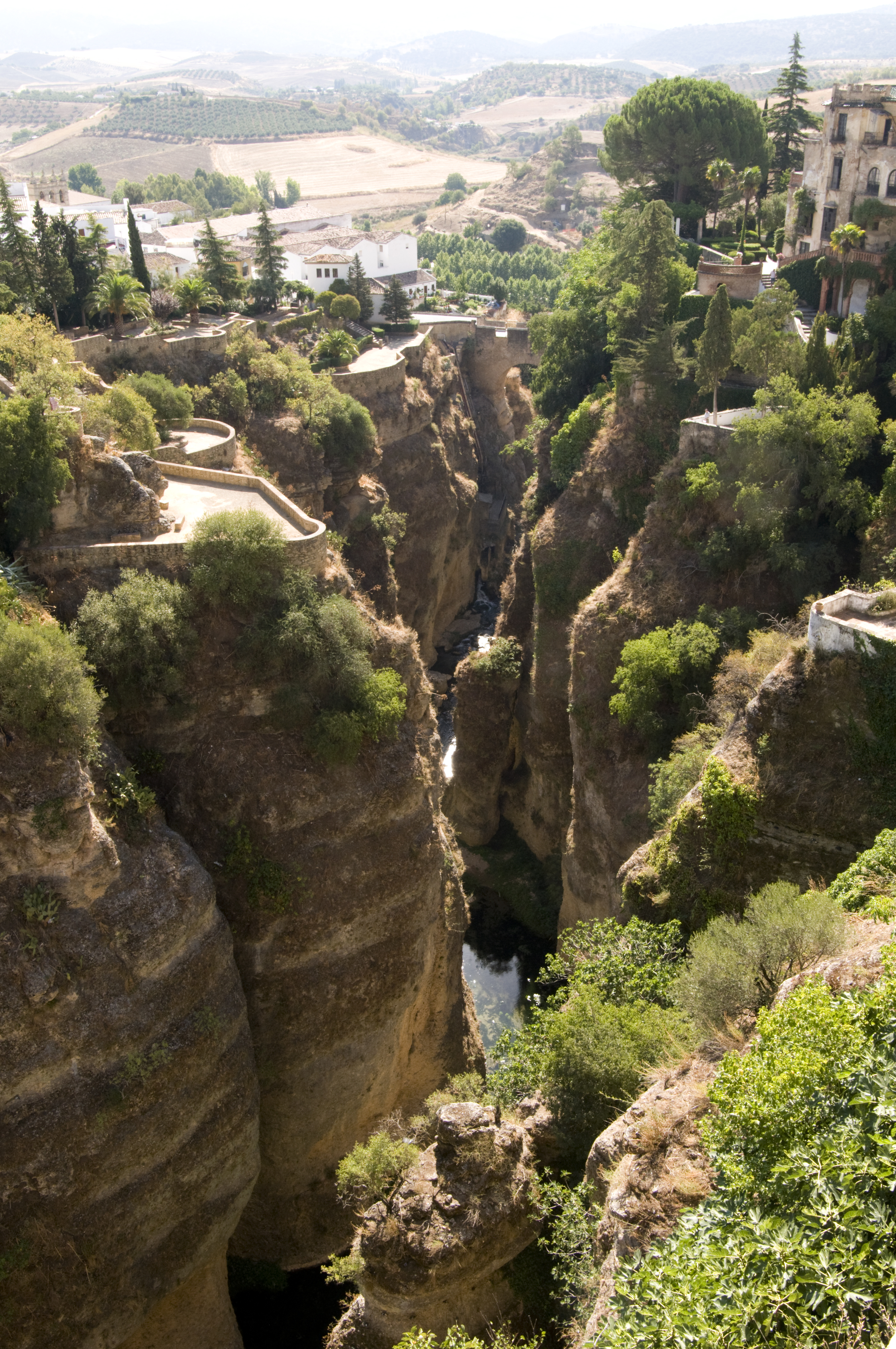
Vue du Puente Nuevo (Pont Neuf).
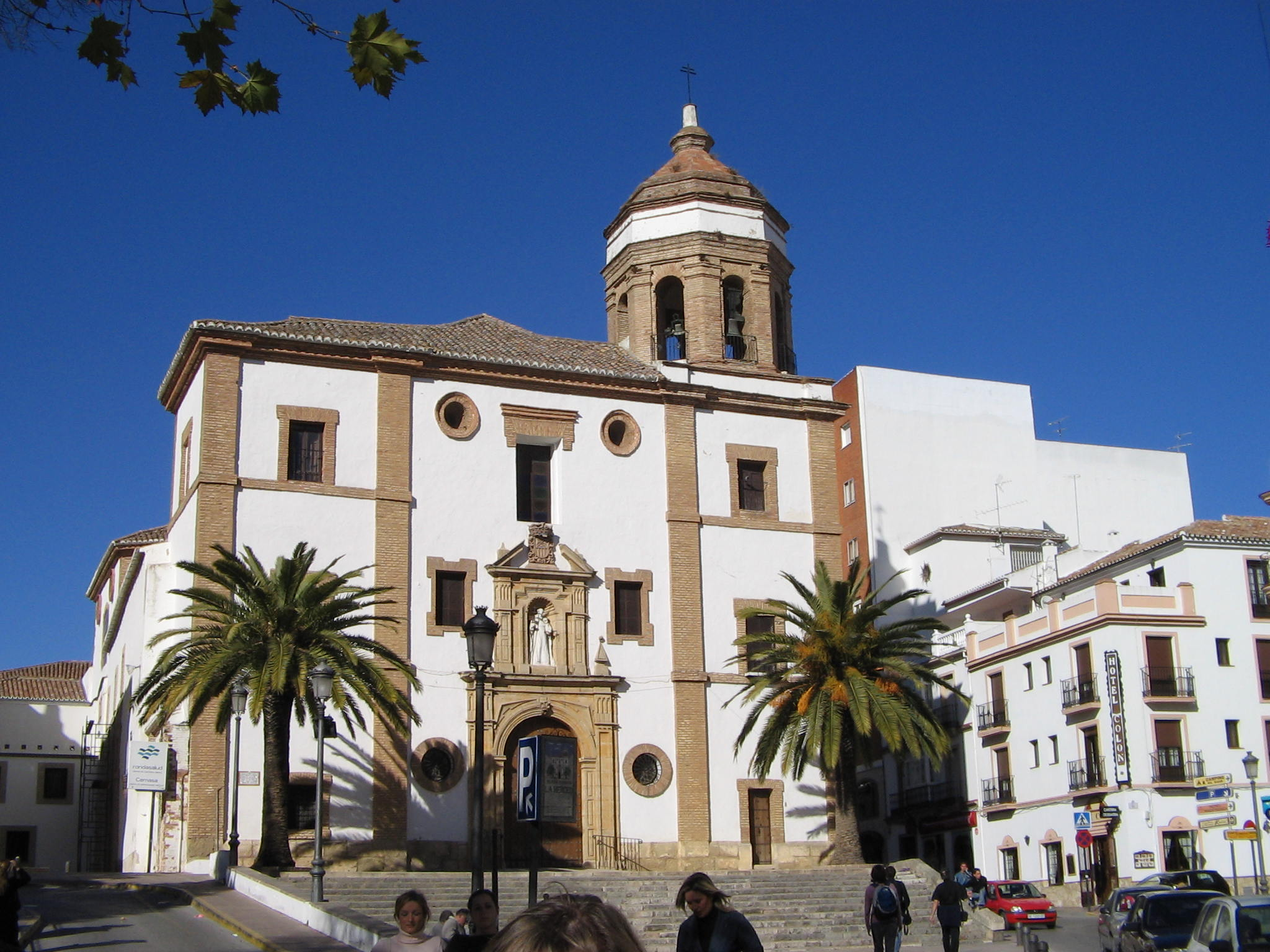
L'église Sainte Marie.
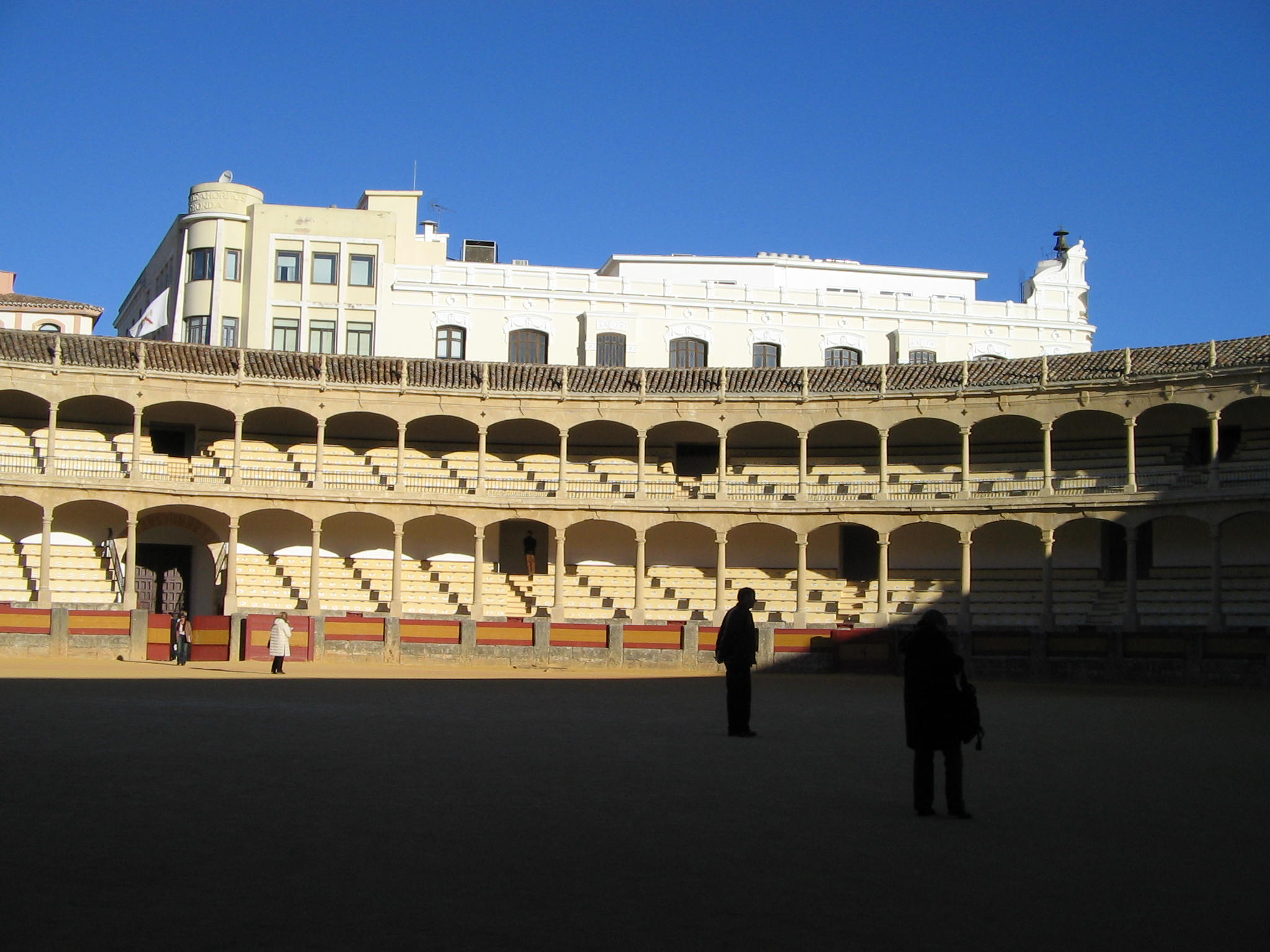
Les arènes de Ronda.
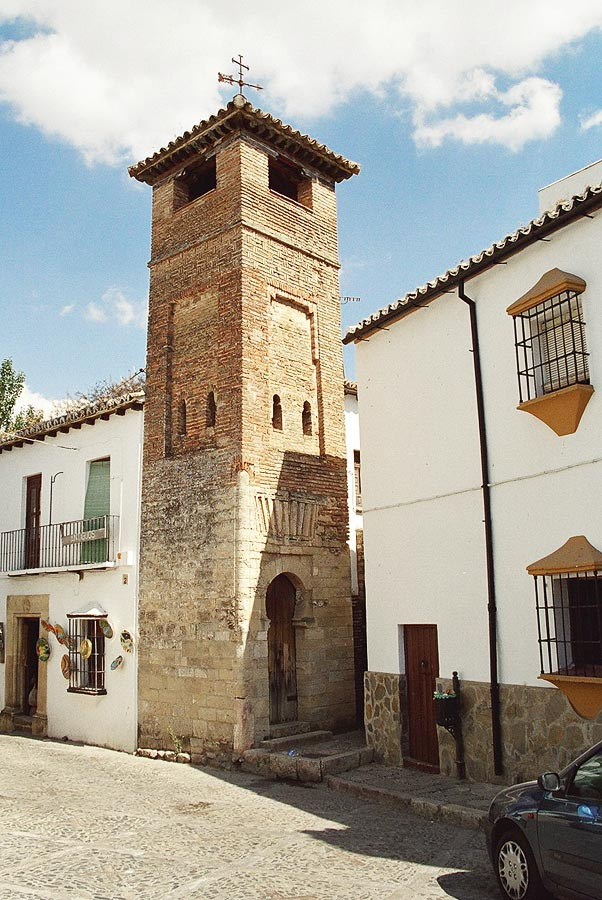
Le minaret de San Sebastian.
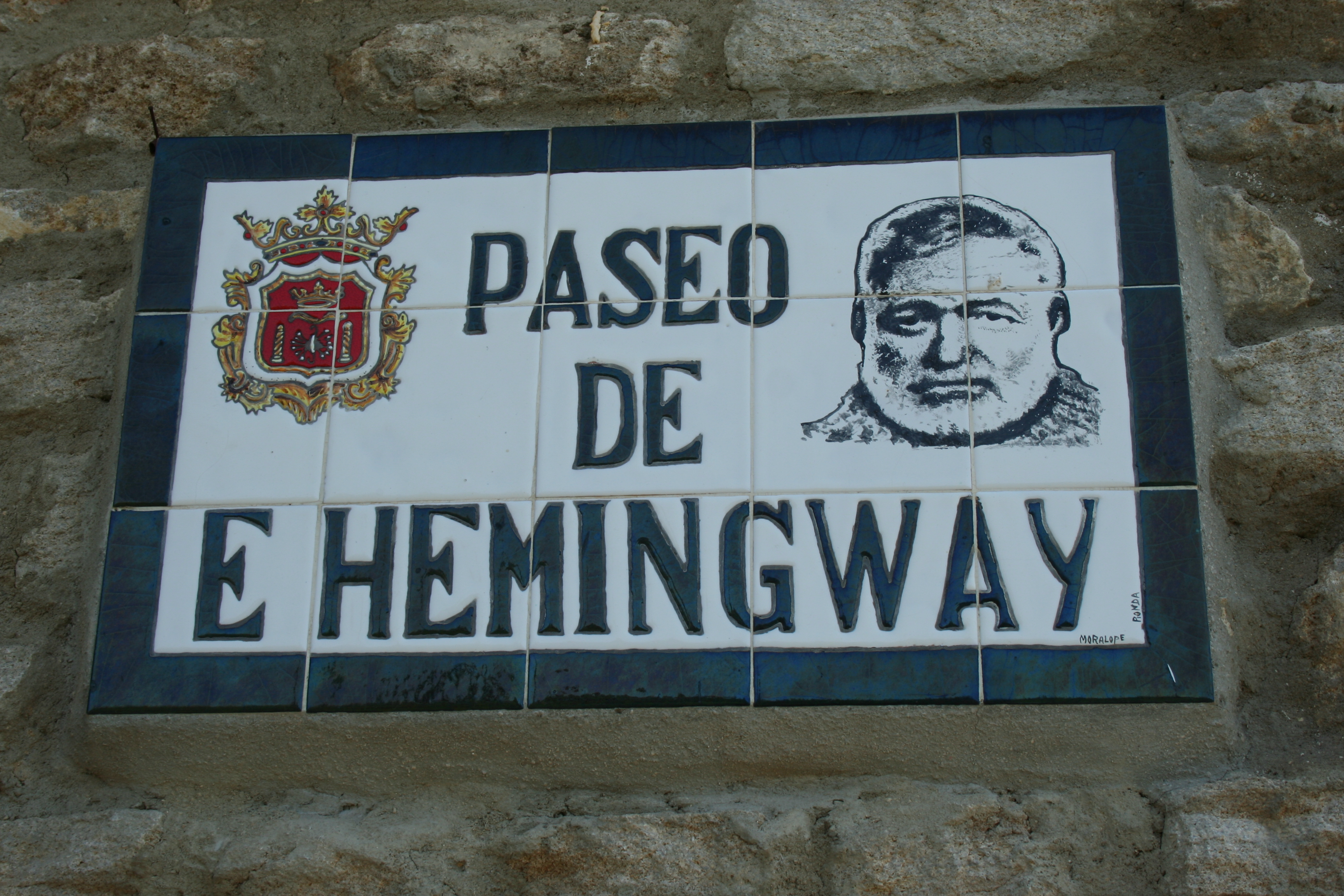
Allée Hemingway à Ronda
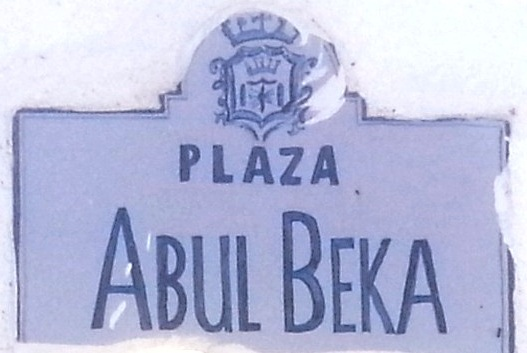
Place dédiée à Abu al-Baqa al-Rundi.
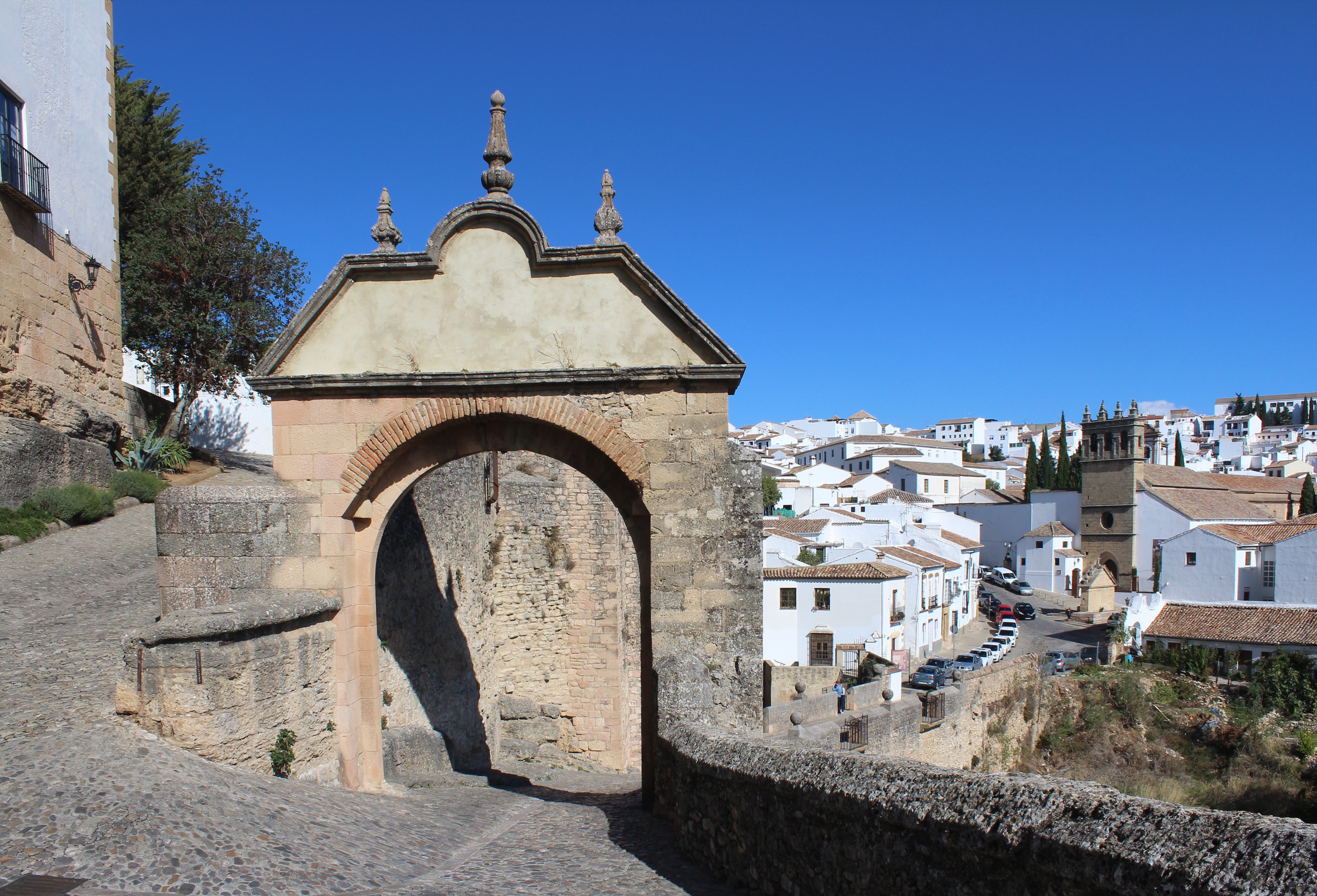
Porte de Philippe V.
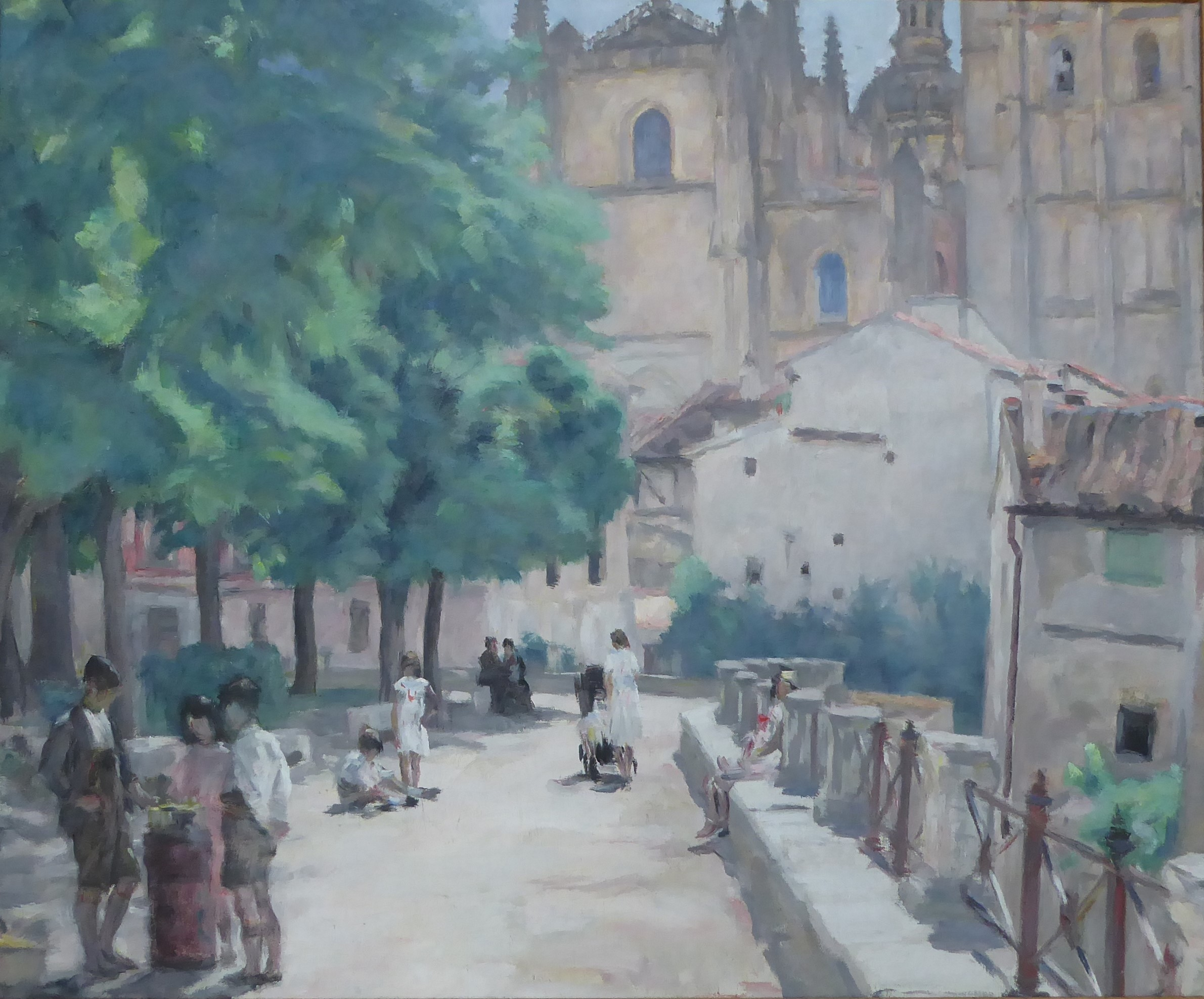
Espagne, place à Ronda d'Henri Villain, 1933, musée des Beaux-Arts de Chartres.
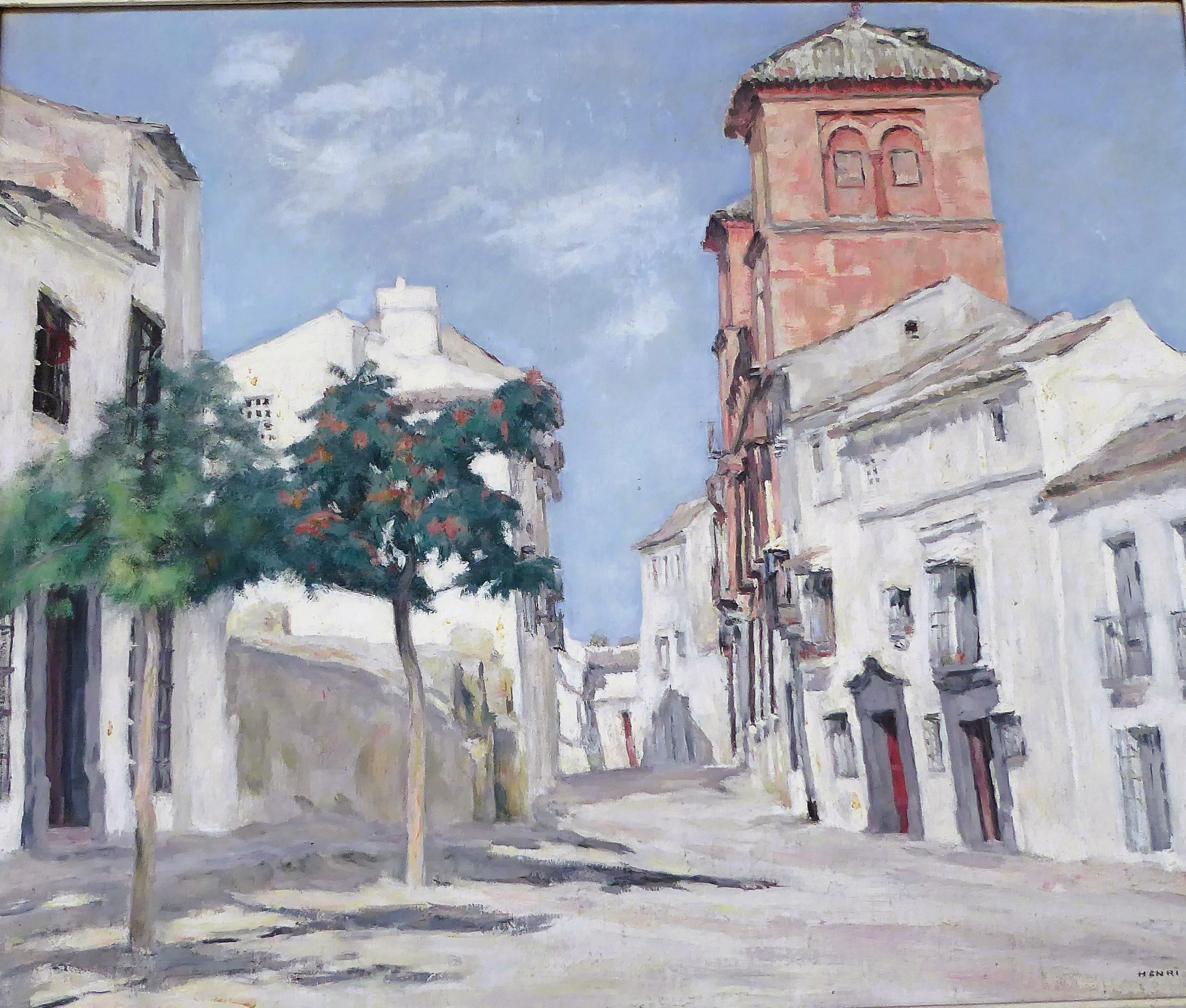
Espagne, rue à Ronda d'Henri Villain, 1933, musée des Beaux-Arts de Chartres.

### Événements culturels
- Corrida goyesque de Pedro Romero (première semaine de septembre) : depuis le milieu du XXe siècle, cette corrida goyesque organisée dans les arènes célèbre la mémoire de Pedro Romero.

### Personnalités liées à la commune
- Tragabuches : bandit-torero, figure emblématique de la ville.
- Cayetano Ordóñez y Aguilera dit « El Niño de la Palma », matador.
- Antonio Ordóñez Araujo: matador.
- Aniya la Gitana (1855-1933) : chanteuse et guitariste de flamenco née à Ronda.
- Paca Aguilera (1877-1913) : chanteuse de flamenco née à Ronda.
- Fernando de los Ríos (1878-1949), diplomate, universitaire et homme politique républicain espagnol, né à Ronda et mort en exil à New York.
- María Silva Cruz (1915-1936) : combattante républicaine espagnole, a vécu à Ronda avant d'être fusillée pendant la guerre d'Espagne.